# Białopole
Białopole è un comune rurale polacco del distretto di Chełm, nel voivodato di Lublino.
Ricopre una superficie di 103,57 km² e nel 2004 contava 3 270 abitanti.